# Phanaeus melampus
Phanaeus melampus là một loài bọ cánh cứng trong họ Bọ hung (Scarabaeidae).